# 阿尔康格
阿尔康格（法語：Arcangues，法語發音：[aʁkɑ̃g]）是法国大西洋比利牛斯省的一个市镇，属于巴约讷区。

## 地理
阿尔康格（43°26'12"N, 1°31'15"W）面积17.47 平方千米，位于法国新阿基坦大区大西洋比利牛斯省，该省份为法国东南部省份，涵盖了贝阿恩与北巴斯克，西临大西洋比斯開灣，北至朗德省，东北接热尔省，东临上比利牛斯省，南与西班牙接壤。
与阿尔康格接壤的市镇（或旧市镇、城区）包括：巴叙萨里、阿埃茨、昂格莱特、阿尔博讷、比亚里茨、尼韦勒河畔圣佩、于斯塔里茨。
阿尔康格的时区为UTC+01:00、UTC+02:00（夏令时）。

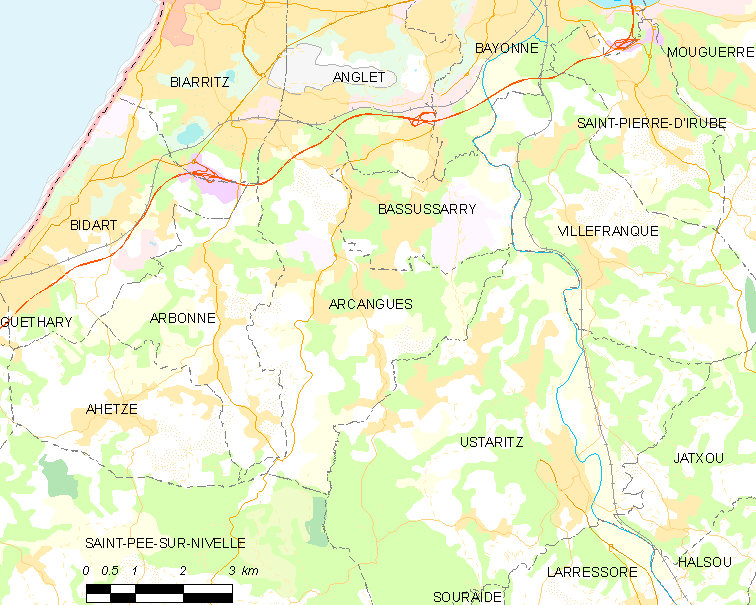
阿尔康格的OSM定位图

## 行政
阿尔康格的邮政编码为64200，INSEE市镇编码为64038。

## 政治
阿尔康格所属的省级选区为于斯塔里茨-尼夫河与尼韦勒河谷县。

## 人口

1962-2008年间阿尔康格人口变化图示

阿尔康格于2022年1月1日时的人口数量为3588人。